# Kundriuce
Kundriuce (în ucraineană Кундрюче), cunoscut până în 2016 sub numele de Kalininskîi (în ucraineană Калінінський), este o așezare de tip urban din orașul regional Dovjansk, regiunea Luhansk, Ucraina. În afara localității principale, mai cuprinde și satul Kondriuce.

## Demografie
Componența lingvistică a așezării de tip urban Kalininskîi
     Rusă (72,25%)
     Ucraineană (25,89%)
     Alte limbi (0,1%)
Conform recensământului din 2001, majoritatea populației așezării de tip urban Kalininskîi era vorbitoare de rusă (72,25%), existând în minoritate și vorbitori de ucraineană (25,89%).